# El estudiante (relato)
«El estudiante» (en ruso: "Студент") es un relato corto de Antón Chéjov publicado por primera vez el 16 de abril de 1894 en el periódico liberal Rússkie Védomosti. Habla de un estudiante de clérigo que regresa a casa en una fría noche de Viernes Santo y conoce a dos viudas. Les cuenta la historia de los evangelios canónicos sobre la negación de Pedro y, al terminar, observa que las dos mujeres están profundamente conmovidas, lo que le lleva a la conclusión de que toda la historia está conectada a través de la verdad y la belleza.
De solamente cuatro páginas, «El estudiante» es uno de los relatos más cortos de Chéjov. El autor lo mencionó además como uno de sus favoritos. Los críticos no han estado de acuerdo en que el punto de vista del protagonista al final de la historia coincida con la perspectiva de Chéjov. Otra interpretación crítica se ha centrado en la estructura simétrica del relato, así como en el significado del lenguaje utilizado tanto para contar la historia de la negación de Pedro como para contar toda la historia en su conjunto. «El estudiante» ha sido elogiado por la crítica por su compacidad y belleza.

## Sinopsis
En una noche de Viernes Santo, el joven Iván Velikopolsky, hijo de un sacristán y estudiante de clérigo, camina a casa e imagina que el viento, el frío y la oscuridad que siente también fue experimentada a lo largo de la historia por personajes como Riúrik, Iván el Terrible y Pedro el Grande. A lo largo de su camino, conoce a Vasilisa y a Lukerya, una madre y su hija, ambas viudas. Mientras se sienta con ellas alrededor de su fuego, Iván les comenta que la calidez que sienten también debe haber sido experimentada por Pedro, preguntándoles además si alguna vez habían leído los evangelios. Vasilisa le confirma que efectivamente lo han hecho.
Iván comienza a contar la historia de la negación de Pedro, en la que Jesús le predice al apóstol que lo negará tres veces antes del próximo canto del gallo. Pedro sigue a Jesús al ser arrestado y se reúne con algunos obreros en el patio, parados alrededor de un fuego, mientras lo interrogan. Tres veces los obreros preguntan a Pedro si conoce a Jesús y tres veces el apóstol lo niega. Un gallo canta y Pedro, al darse cuenta de lo que ha hecho, rompe en llanto.
Iván termina su historia mientras Vasilisa comienza a llorar y Lukerya lo observa con un profundo dolor. El joven se despide de las viudas y continúa a casa, pensando que su historia conmovió a Lukerya e hizo llorar a Vasilisa, no por la forma en que la contó, sino porque la historia era relevante para ellas diecinueve siglos más tarde. Mientras viaja en el ferry hasta su pueblo, Iván llega a creer que la verdad y la belleza sirven como los conectores de toda la historia humana y que está lleno de alegría y temor ante la vida misma.

## Publicación

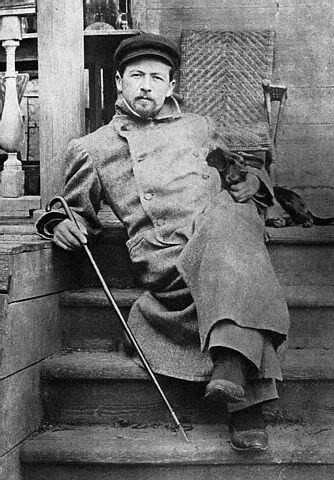
Antón Chéjov, autor del relato, en 1897.

Mientras lidiaba con una fuerte tos, Antón Chéjov escribió «El estudiante» durante un mes de vacaciones en Yalta, una ciudad que le parecía «siempre aburrida». La historia, que inicialmente llevaba el título «Al anochecer», fue publicada en la edición 104 del periódico liberal Rússkie Védomosti (traducción literal: Gaceta rusa) el 16 de abril de 1894 y, con sólo cuatro páginas de extensión, fue uno de los relatos más breves de Chéjov. Más tarde, en 1894, «El estudiante» fue reeditado en la colección Cuentos e historias (Póvesti i rasskazy). Para esta edición, Chéjov aclaró por qué Vasilisa lloró, intensificó la reacción de Iván a la oscuridad y al frío cerca del comienzo de la historia, y aclaró la conexión entre la verdad, la belleza y la historia humana. Mientras editaba el texto, el autor lo amplió en lugar de acortarlo, algo poco común en su obra.
Chéjov le confesó a su colega, el escritor Iván Bunin, que «El estudiante» era su cuento favorito. Según L. M. O'Toole, se trata de la obra que el autor consideraba estructuralmente más perfecta entre sus obras. Chéjov se refirió al cuento como un contraejemplo cuando se acusó a su obra de ser abiertamente pesimista, describiéndola como un «manifiesto del optimismo».
Chéjov incluyó el cuento en el octavo volumen de sus obras coleccionadas publicadas por Adolf Marks entre 1899 y 1901. «El estudiante» fue traducido al inglés por Constance Garnett en 1918 cuando fue publicado en la serie Historias de Chéjov en el volumen La bruja y otras historias.

## Análisis
Los contemporáneos de Chéjov creían que la epifanía de Iván al final de «El estudiante» representaba una «conversión» para el propio autor agnóstico. Esta afirmación se replicó un siglo más tarde cuando el obispo metropolitano Veniamín (Fédchenkov) escribió, «en ningún lugar Chéjov se refiere de mala manera al clero ortodoxo». Según Veniamín, el efecto de «El estudiante» es indescriptiblemente conmovedor, incluso para los no creyentes. Andrey Shcherbenok apuntó que la revigorización de Iván con la belleza y la verdad al final de la historia ha sido vista como «coincidente con la perspectiva del autor», pero que «el problema con esta interpretación es que la agencia narrativa en el cuento es tan fluida que es difícil separar la voz del autor de la de un héroe». Mark Stanley Swift afirmó que la lectura de la historia por parte de Veniamín «confunde la conmovedora representación de los fieles y la representación íntima de la experiencia religiosa con la creencia personal por parte del autor». Cathy Popkin presentó una interpretación alternativa del final de la historia, afirmando que la epifanía de Iván podría haber sido concebida por Chéjov como «un resultado transitorio de la impetuosidad juvenil de [Iván], una fase sin significado duradero». Robert Louis Jackson propuso que Chéjov puede haber cambiado el título (inicialmente se titulaba «Al anochecer») «no simplemente porque la historia se desarrolla de la oscuridad a la luz... sino porque con respecto a las lecciones esenciales de la vida, él creía que el ser humano es un eterno estudiante, que siempre fracasa, reflexiona y reinicia su viaje».
Según David Weiss, para Iván «lo que importa realmente es el fracaso de Pedro, sus negaciones, su debilidad», mientras que para Vasilisa y Lukerya «es el modo en que sufre por sus fracasos, a pesar de sus buenas intenciones, deshechas por el miedo y por la debilidad humana». Jackson concluyó que Vasilisa y Lukerya son los verdaderos héroes de la historia, ya que «en los términos más esenciales de la experiencia humana han mantenido la fe, la suya es la luz del fuego ardiente bíblico, y han mantenido el fuego encendido».

### Estructura y estilo

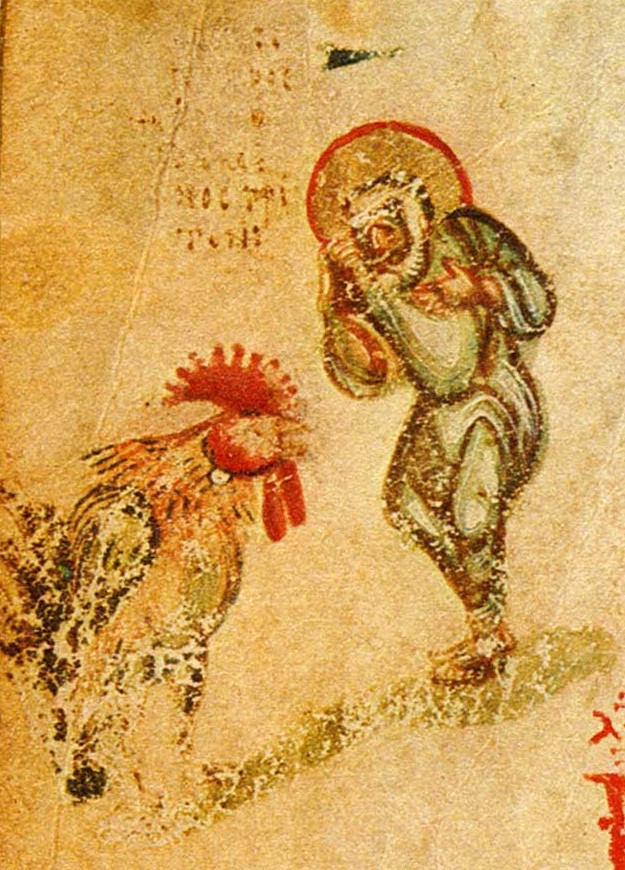
La negación de Pedro, en un Salterio Jlúdov del Siglo IX

La estructura de «El estudiante» sigue un patrón ascendente que presenta similitudes con Infierno de Dante Alighieri, según Michael Finke: «El héroe se mueve en espíritu y espacio desde la alegría en los espesos bosques antes del comienzo de la oscuridad, al desaliento con el comienzo de la noche y el frío amargo en un lugar bajo y pantanoso, y luego a la euforia con el cruce de un río y el ascenso al espacio». Donald Rayfield describió la historia como una «forma cíclica» en la que «todos los detalles de la escena se reflejan en la historia de la traición de Pedro, que a su vez se refleja en la última página de la narrativa». Iván comienza a identificar algunas de las similitudes entre su situación y la de Pedro en su historia, según Jefferson Hunter, pero no reconoce hasta qué punto sus interacciones con Vasilisa y Lukerya son una recreación de la historia de Pedro. Hunter afirmó que «tanto Iván como Pedro son simultáneamente egocéntricos e ignorantes de sí mismos, siendo la ignorancia simbolizada en el caso de Pedro por la repetida negación de su verdadera identidad y ejemplificada en el caso de Iván por su inocente alegría al descubrir algo que su desesperación ya le había enseñado: la similitud de la vida humana a lo largo de los siglos».
L. S. K. le Fleming afirmó: «al comienzo de la historia, Iván se aferra a la idea de sufrir mientras soplan los vientos fríos, luego se calienta física y espiritualmente en la hoguera donde relata el relato bíblico y, al partir, el resplandor del calor en su alma se refleja incluso en la escena natural con un resplandor carmesí que permanece en el cielo desde la puesta del sol».
Según Rayfield, el lenguaje de «El estudiante» es «duro y lacónico» al comienzo, luego se vuelve «rico y gentil» a medida que el protagonista relata su historia, y más tarde refleja en su ritmo las naturalezas de los personajes una vez que ha finalizado. El lenguaje de Iván, tal como lo describe Rayfield, es una mezcla de repetición infantil de adjetivos y eslavos eclesiásticos, «mezclando el pasado con el presente en la textura misma de la prosa». Aunque la negación de Pedro se cuenta en los cuatro Evangelios Canónicos, el relato de Iván hace un llamado específico al lenguaje del Evangelio de Lucas, según David W. Martin, porque es más dramático que el lenguaje que se encuentra en porciones análogas en los Evangelios de Mateo o Juan. Rayfield describió el tercer y último párrafo como «una serie de silogismos al estilo Tolstói que son torpemente construidos por Iván quien, en el último párrafo -una sola frase de más de 100 palabras- rechaza el enfoque silogístico cerebral a favor de un clímax emocional».

### Temática
O'Toole afirmó que la temática principal del cuento es la catarsis: «el poder de la tragedia para conmover e inspirar». Según Tatiana Spektor, el relato existe como parte del «diálogo tradicional ruso entre religión y ateísmo» debido a su exploración de cuestiones filosóficas por medio de textos literarios (en este caso la negación de Pedro). Spektor concluyó que la interdependencia de todas las cosas es un tema importante en «El estudiante», y Rayfield describió la historia como «una parábola sobre el arte», una distinción que él creía que no era muy común en la obra de Chéjov.

## Recepción
Según Rayfield, «El estudiante es un ejemplo perfecto en miniatura del arte de Chéjov, y cierra la brecha entre el estado de ánimo extático de las historias eclesiásticas y esteparias de 1886 y el lirismo de la prosa del siglo XX». «El estudiante tiene sólo unas pocas páginas, pero es una historia de extraordinaria belleza y poder», escribió James N. Loehlin. Enfatizó en que la historia «no sólo describe el poder de la narración para evocar la verdad espiritual, sino que la encarna». Kerry McSweeney afirmó que la revelación de Iván al final de la historia también puede proporcionar un sentimiento similar de epifanía al lector, destacando que «lo que es central es el poder continuo de la obra de arte de Chéjov para establecer conexiones y para forjar nuevos eslabones en una cadena viviente que no es vertical, atemporal y sagrada, sino horizontal, temporal y secular».

## Lectura complementaria
- Matyushenko, A. G. (14 de septiembre de 2009). «К вопросу о духовном содержании рассказа А. П. Чехова "Студент"» [To a question about the spiritual content of A. P. Chekhov's story "The Student"]. Pravmir (en ruso). Archivado desde el original el 28 de septiembre de 2015.
- Shchelkunova, Svetlana (2016). «Изучение рассказа А.П. Чехова "Студент" в контексте евангельского сюжета» [Studying Anton Chekhov's Story "The Student" in the Context of the Gospel Storyline]. Profession-Oriented School (en ruso) 4 (1): 27-32. doi:10.12737/18349.